# Ludwig Forster
Ludwig Forster (9 de Outubro de 1915 - 22 de Agosto de 1942) foi um comandante de U-Boot que serviu na Kriegsmarine durante a Segunda Guerra Mundial.